# 핑크 팬더 6 - 핑크 팬더의 추적
핑크 팬더 6 - 핑크 팬더의 추적(Trail Of The Pink Panther)은 영국에서 제작된 블레이크 에드워즈 감독의 1982년 코미디, 범죄 영화이다. 피터 셀러스 등이 주연으로 출연하였고 토니 애덤스 등이 제작에 참여하였다.

## 출연

### 주연
- 피터 셀러스

### 조연
- 데이빗 니븐
- 허버트 롬
- 리처드 멀리건
- 조안나 럼리
- 캐푸시느
- 로버트 로지아